# 克拉克县 (阿拉巴马州)
克拉克县（英語：Clarke County）是位于美国阿拉巴马州西南部的一个县，县治格罗夫希尔。根据美国人口调查局2000年统计，共有人口27,867，其中白人占55.94%、非裔美国人占43.02%。